# Jean-Louis Chéret
Pour les articles homonymes, voir Lachaume et Chéret.
Jean-Louis Lachaume de Gavaux, dit Chéret, né le 18 juin 1820 à La Nouvelle-Orléans et mort le 6 janvier 1882 à Paris 11e, est un peintre décorateur de théâtre.

## Biographie
Fils d’un compositeur de musique qui a fait représenter plusieurs opéras comiques et publié des albums au Ménestrel, Chéret est l’auteur de nombreux décors, dont on a remarqué les jardins de Chenonceaux, des Huguenots, le premier acte de Sylvia, le désert du Roi de Lahore, le décor tartare de Michel Strogoff, le naufrage de Paul et Virginie, les bords du Nil d’Aïda, le second acte du Tribut de Zamora, les moulins du Prophète, le Pompéi du Roi Carotte, le décor des glaces de la Prise de Pékin de d'Ennery, les principaux décors de Cendrillon, le pays des oiseaux de la Chatte blanche, l’aquarium de Peau d’âne, le volcan du Voyage dans la lune, le lac de Guillaume Tell, les quinze derniers tableaux de l’Arbre de Noël, etc.
Les derniers décors sortis de ses ateliers du 93, de la rue du Chemin-Vert, sont ceux des trois premiers tableaux de Quatrevingt-treize, dont il avait fait, sur son lit de douleur, les maquettes. Il est mort à huit heures et demie du soir, après quatre jours d’une agonie fort douloureuse, occasionnée par un cancer aux intestins dont il souffrait depuis longtemps.
Il était chevalier de la Légion d’honneur depuis le 20 octobre 1878. À l’issue de ses obsèques à l’église Saint-Ambroise, il a été enterré au cimetière du Père-Lachaise.

## Œuvres

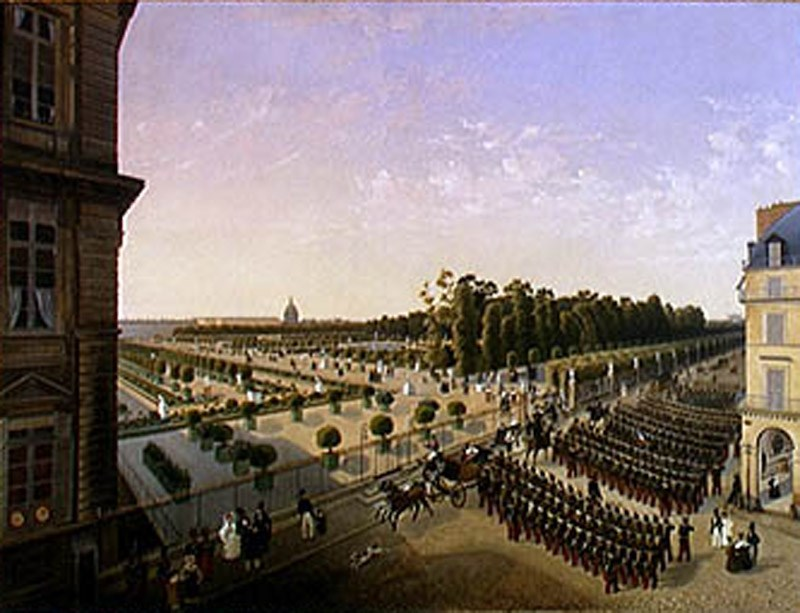
Vue du jardin des Tuileries, Musée Condé.

- Vue du jardin des Tuileries, 1835, Musée Condé, Chantilly